# Bruchophagus ononis
Bruchophagus ononis är en stekelart som först beskrevs av Mayr 1878.  Bruchophagus ononis ingår i släktet Bruchophagus och familjen kragglanssteklar. Inga underarter finns listade.